# Utricularia capillacea
Utricularia capillacea — вид рослин із родини пухирникових (Lentibulariaceae).

## Середовище проживання
Поширений у Африці, на півдні Азії й до півночі Австралії — ПАР, Мадагаскар, Гвінея, Берег Слонової Кістки, Нігерія, Камерун, ДР Конго [Заїр], Конго [Браззавіль], Центральноафриканська Республіка, Ефіопія, Бенін, Танзанія, Мозамбік, Малаві, Ботсвана, Габон, Зімбабве, Замбія, Південний Судан, Індія, Молуккські острови (острів Ару), Австралія (Північна територія, Квінсленд), півострів Малайзія, Китай (Південь Юньнань), Непал, Шрі Ланка, В'єтнам, Бангладеш, М'янма, Таїланд, Нова Гвінея (Іріан Джая, Папуа Нова Гвінея).